# Guyra Shire
Guyra Shire var en kommun i Australien. Den låg i delstaten New South Wales, i den sydöstra delen av landet, omkring 410 kilometer norr om delstatshuvudstaden Sydney. 2014 var antalet invånare 4 645.
Kommunen upphörde den 12 maj 2016 då den slogs samman med Armidale Dumaresq Shire för att bilda det nya självstyresområdet Armidale Regional Council.
Följande samhällen ingick i Guyra Shire:
- Guyra
- Ben Lomond
- Howell
- Ebor
- Copeton

I övrigt fanns följande i Guyra Shire:
- Balblair Sugarloaf (ett berg)
- Baldersleigh Mountain (ett berg)
- Barneys Mountain (ett berg)
- Ben Lomond (ett berg)
- Black Mountain (ett berg)
- Bollards Mountain (ett berg)
- Boorawangi Mountains (ett berg)
- Chandlers Peak (en bergstopp)
- Days Mountain (ett berg)
- Georges Mountain (ett berg)
- Guy Faukes River (ett vattendrag)
- Mount Boral (ett berg)
- Mount Ellis (ett berg)
- Mount Gardiner (ett berg)
- Mount Hourigan (ett berg)
- Mount Mulligan (ett berg)
- Mount Peter (ett berg)
- Mount Ross (ett berg)
- Mount Rumbee (ett berg)
- Mount Tingha (ett berg)
- Mount William (ett berg)
- Pinnacle (ett berg)
- Rumbling Mountain (ett berg)
- Spion Kopje (ett berg)
- Wallaby Mountain (ett berg)